# Боцоло (Мантова)
Боцоло (итал. Bozzolo) је насеље у Италији у округу Мантова, региону Ломбардија.
Према процени из 2011. у насељу је живело 4049 становника. Насеље се налази на надморској висини од 28 м.

## Становништво
| 1936. | 1951. | 1961. | 1971. | 1981. | 1991. | 2001. | 2011. |
| ----- | ----- | ----- | ----- | ----- | ----- | ----- | ----- |
| 4.257 | 4.312 | 3.939 | 4.179 | 4.415 | 4.323 | 4.086 | 4.181 |